# Глава 6: Заключённый
«Глава́ 6: Заключённый» (англ. Chapter 6: The Prisoner) — шестой эпизод первого сезона американского телесериала «Мандалорец», действие которого разворачивается в медиафраншизе «Звёздные войны». Эпизод был снят режиссёром Риком Фамуйивой по сценарию Фамуйивы и Кристофера Йоста и выпущен на стриминговом сервисе Disney+ 13 декабря 2019 года. В эпизоде главный герой, беглый охотник за головами, получает работу у своих бывших соратников. Эпизод был номинирован на прайм-таймовую премию «Эмми».

## Сюжет
Мандалорец связывается со своим старым другом Раном. Ран собрал команду, состоящую из бывшего имперского штурмовика Мигса Мэйфелда, деваронца Бёрга, пилота-дроида Зеро и владеющей ножами женщины-тви’лека Ши’ан, чтобы спасти её брата Кина из плена Новой Республики. Прибыв на тюремный корабль, они сражаются с дроидами-охранниками и добираются до диспетчерской, где обострение конфликта заставляет республиканского солдата отправить сигнал бедствия. Команда спасает Кина, но бросает Мандалорца на корабле.
Мандалорец сбегает и по отдельности расправляется с каждым членом команды, а затем берёт в заложники Кина и обещает отдать его Рану в обмен на выкуп. Ран пытается убить Мандалорца, открыв огонь по его удаляющемуся кораблю, но на станцию Рана прибывают три истребителя «X-wing», отследивших его по маячку, который установил Мандалорец, и уничтожают её. Мэйфелд, Бёрг и Ши’ан оказываются арестованы.

## Производство

### Разработка
Эпизод снят режиссёром Риком Фамуйивой по сценарию Фамуйивы и Кристофера Йоста и сюжету Йоста.

### Подбор актёров
На Star Wars Celebration в апреле 2019 года стало известно, что Марк Бун-младший и Билл Бёрр появятся в сериале в ролях Рана Малка и Мэйфелда соответственно. Билл Бёрр не является фанатом «Звёздных войн», но Джон Фавро предложил ему роль в «Мандалорце», когда тот пришёл на его день рождения. Среди других актёров второго плана числятся Наталия Тена в роли Ши’ан, Клэнси Браун в роли Бёрга, Ричард Айоади как актёр озвучки Q9-0 «Зеро» и Исмаэль Крус Кордова в роли Кина. Карл Уэзерс также исполнил роль Грифа Карги.
Также в ролях второго плана появились следующие актёры: Мэтт Лантер — Даван, и режиссёры Дэйв Филони, Рик Фамуйива и Дебора Чоу — пилоты истребителей Траппер Вульф, Джиб Доджер и Саш Кеттер соответственно. Лантер ранее озвучивал Энакина Скайуокера в мультсериалах «Звёздные войны: Войны клонов» и «Звёздные войны: Повстанцы». Брендан Уэйн и Латиф Кроудер указаны в титрах как дублёры Мандалорца. Барри Лоуин указан как дополнительный дублёр Мандалорца, а Крис Бартлетт — как исполнитель роли Q9-0 на площадке. Чад Беннетт, Кэтрин О’Донован и Джастин Энтони указаны как дублёры Мигса Мэйфелда, Ши’ан и Бёрга соответственно. «Малыш» управлялся различными постановщиками.

### Музыка
Людвиг Йоранссон написал музыкальное сопровождение к эпизоду. Альбом с саундтреком был выпущен 13 декабря 2019 года.
| №                   | Название                          | Длительность |
| ------------------- | --------------------------------- | ------------ |
| 1.                  | «Welcome Back»                    | 3:49         |
| 2.                  | «The Gang»                        | 2:06         |
| 3.                  | «Greatest Warriors in the Galaxy» | 1:29         |
| 4.                  | «Let's Just Do It»                | 1:22         |
| 5.                  | «Hyperspace»                      | 2:50         |
| 6.                  | «Little Mousey»                   | 2:54         |
| 7.                  | «Tracking Beacon»                 | 2:58         |
| 8.                  | «My Saviour»                      | 1:07         |
| 9.                  | «Mando on the Move»               | 1:13         |
| 10.                 | «Nice Family»                     | 2:25         |
| 11.                 | «Mando's Back»                    | 7:15         |
| Общая длительность: | Общая длительность:               | 29:28        |

## Реакция
На сайте Rotten Tomatoes эпизод имеет рейтинг 83 % со средним баллом 7.4 / 10, основанный на 29 отзывах. Консенсус сайта гласит: «„Стрелок“ отдаёт больше предпочтения еженедельному действию и предлагает много забавных моментов, но почти не двигает сюжет.»

### Награды
Эпизод был номинирован на прайм-таймовую премию «Эмми» в категории «Лучший сложный грим в сериале, мини-сериале, телефильме или специальной программе», но проиграл эпизоду «Скандал в Стардаст-Сити» сериала «Звёздный путь: Пикар».